# Зилупский край
Зи́лупский край (латыш. Zilupes novads) — бывшая административно-территориальная единица на востоке Латвии, в регионе Латгалия. Край состоял из трёх волостей и города Зилупе, который являлся административным центром края. Площадь края составляла 308,9 км². Располагался на востоке Латвии, в культурно-историческом регионе Латгалия и являлся самым восточным краем страны. На востоке граничил с Псковской областью России, на юге — с Витебской областью Белоруссии и Дагдским краем, на западе и севере — с Лудзенским краем.
Край был образован в 2002 году из города Зилупе и Залесской волости в составе Лудзенского района. С 1 июля 2009 года, по упразднении Лудзенского района, в состав края были также включены Лаудерская и Пасиенская волости.
В 2021 году в результате новой административно-территориальной реформы Зилупский край был упразднён.

## Географическая характеристика
Через край протекает речка Зилупе, от которой получил и название административный центр края.
Через северную часть края проходят автомобильная дорога государственного значения A12, расположенная на европейском маршруте E 22
и переходящая в федеральную дорогу М9 «Балтия» в России, а также железная дорога Москва — Рига. На границе с Россией расположен КПП «Терехова».

## Население
На 1 января 2010 года население края составляло 3714 человек.
На 1 января 2015 года по оценке Центрального статистического управления население края составляло 3080 постоянных жителей, по данным Управления по делам гражданства и миграции — 3344.

### Национальный состав
Национальный состав населения края по итогам переписи населения Латвии 2011 года был распределён таким образом:
| Национальность        | Численность, чел. (2011) | %        |
| --------------------- | ------------------------ | -------- |
| Русские               | 1841                     | 54,91 %  |
| Латыши                | 847                      | 25,26 %  |
| в том числе латгальцы | 338                      | 10,08 %  |
| Белорусы              | 464                      | 13,84 %  |
| Поляки                | 82                       | 2,45 %   |
| Украинцы              | 53                       | 1,58 %   |
| Литовцы               | 12                       | 0,36 %   |
| Другие                | 19                       | 0,57 %   |
| Не указана            | 22                       | 0,66 %   |
| Всего                 | 3353                     | 100,00 % |

На референдуме за присвоение русскому языку официального статуса в Зилупском крае было получено рекордное количество голосов за поправки к Конституции о введении второго госязыка, его поддержали 90,25 % местных избирателей.
На 2021 год из всех муниципалитетов Латвии самый высокий процент русских был в Зилупском крае — 53,7 %.

## Территориальное деление
- город Зилупе (латыш. Zilupes pilsēta)
- Залесская волость (латыш. Zaļesjes pagasts)
- Лаудерская волость (латыш. Lauderu pagasts)
- Пасиенская волость (латыш. Pasienes pagasts)